# Melanargia subfalvescens
Melanargia subfalvescens är en fjärilsart som beskrevs av Wnukowsky 1927. Melanargia subfalvescens ingår i släktet Melanargia och familjen praktfjärilar. Inga underarter finns listade i Catalogue of Life.